# Orangebrun giftspindling
Orangebrun giftspindling (Cortinarius orellanus) är en svampart i familjen Cortinariaceae.
Den innehåller giftet orellanin och är mycket giftig.
I Sverige är den sällsynt.